# STS-111
STS-111, voluit Space Transportation System-111, was een spaceshuttlemissie van de Endeavour naar het Internationaal ruimtestation ISS. Naast materiaal vervoerde de vlucht de bemanningsleden voor ISS Expeditie 5 en bracht de leden van ISS Expeditie 4 terug naar de aarde. 

## Bemanning
| Bevelhebber        | Kenneth Cockrell 5e ruimtevlucht    | Kenneth Cockrell 5e ruimtevlucht    |                                     |                                    |
| Piloot             | Paul Lockhart 1e ruimtevlucht       | Paul Lockhart 1e ruimtevlucht       |                                     |                                    |
| Missiespecialist 1 | Philippe Perrin 1e ruimtevlucht     | Philippe Perrin 1e ruimtevlucht     |                                     |                                    |
| Missiespecialist 2 | Franklin Chang-Diaz 7e ruimtevlucht | Franklin Chang-Diaz 7e ruimtevlucht | Franklin Chang-Diaz 7e ruimtevlucht |                                    |
| Missiespecialist 3 | Valeri Korzoen 2e ruimtevlucht      | Joeri Onoefrijenko 2e ruimtevlucht  | Joeri Onoefrijenko 2e ruimtevlucht  | Joeri Onoefrijenko 2e ruimtevlucht |
| Missiespecialist 4 | Peggy Whitson 1e ruimtevlucht       | Carl Walz 4e ruimtevlucht           | Carl Walz 4e ruimtevlucht           | Carl Walz 4e ruimtevlucht          |
| Missiespecialist 5 | Sergej Tresjtsjov 1e ruimtevlucht   | Daniel Bursch 4e ruimtevlucht       | Daniel Bursch 4e ruimtevlucht       | Daniel Bursch 4e ruimtevlucht      |

## Media
- Video lancering (3:11)
- Video landing (2:29)

STS-49 · STS-47 · STS-54 · STS-57 · STS-61 · STS-59 · STS-68 · STS-67 · STS-69 · STS-72 · STS-77 · STS-89 · STS-88 · STS-99 · STS-97 · STS-100 · STS-108 · STS-111 · STS-113 · STS-118 · STS-123 · STS-126 · STS-127 · STS-130 · STS-134